# SEHA League
South East Handball Association League of kortweg SEHA League is een regionale heren handbalcompetitie in Zuidoost-Europa, met teams uit Wit-Rusland, , Kroatië, Hongarije, Noord-Macedonië, Rusland, Servië, Slowakije en Oekraïne. Sinds 2019 doet ook China ook mee aan de competitie. Vanwege sponsorredenen staat de competitie ook bekend als de Gazprom League (of eerder de Gazprom South Stream League). Deelnemende clubs spelen naast de SEHA League ook mee in hun eigen nationale competitie. Het hoofdkantoor van de competitie bevindt zich in Zagreb, Kroatië, en de president van de competitie is de ex-voorzitter van Vardar Mihajlo Mihajlovski. 2011/12 was het eerste seizoen dat de competitie gehouden werd. 

## Geschiedenis van de league
Het initiatief voor de oprichting van een regionale Zuidoost-Europese handbalcompetitie werd gepresenteerd in de eerste helft van 2011. Nadat het idee om een Regional Sparkasse League te vormen mislukte, werd in juli 2011 overeengekomen dat het eerste seizoen van de SEHA League in september zou beginnen van hetzelfde jaar.

## Final Four
| Jaar      | 1        | 2             | 3             | 4             |
| --------- | -------- | ------------- | ------------- | ------------- |
| 2011/2012 | Vardar   | Metalurg      | Zagreb        | Tatran Prešov |
| 2012/2013 | Zagreb   | Vardar        | Metalurg      | Meshkov Brest |
| 2013/2014 | Vardar   | Meshkov Brest | Zagreb        | Tatran Prešov |
| 2014/2015 | Veszprém | Meshkov Brest | Zagreb        | Vardar        |
| 2015/2016 | Veszprém | Vardar        | Zagreb        | Meshkov Brest |
| 2016/2017 | Vardar   | Veszprém      | Meshkov Brest | Zagreb        |
| 2017/2018 | Vardar   | Zagreb        | Celje         | Meshkov Brest |
| 2018/2019 | Vardar   | Zagreb        | Meshkov Brest | Nexe          |
| 2019/2020 | Veszprém | Vardar        | Meshkov Brest | Zagreb        |
| 2020/2021 | Veszprém | Zagreb        | Motor         | Meshkov Brest |